# Brennendes Geheimnis
Brennendes Geheimnis (alemany: 'Secret candent') és una pel·lícula dramàtica austríaco-alemanya de 1933 dirigida per Robert Siodmak i protagonitzada per Alfred Abel, Hilde Wagener i Hans Joachim Schaufuß. Es basava en la novel·la del mateix títol de Stefan Zweig. Va ser llançada per la branca alemanya d'Universal Pictures. Va ser rodada als EFA Studios a Berlín i els exteriors al voltant d'Ascona a Suïssa. Els decorats de la pel·lícula van ser dissenyats pel director d'art Robert A. Dietrich.
A causa del seu tema de l'adulteri, la pel·lícula va ser atacada per Joseph Goebbels, el Ministre de Propaganda Nazi. La pel·lícula va ser refeta el 1988.

## Repartiment
- Alfred Abel com a Der Mann
- Hilde Wagener com a Die Frau
- Hans Joachim Schaufuß com a Edgar
- Lucie Höflich com a Mutter der Frau
- Willi Forst com Herr von Haller, Rennfahrer
- Ernst Dumcke com el baró Tosse
- Alfred Beierle com Müller, Hoteldetektiv
- Hans Richter com a Fritz, Page
- Rina Marsa com a Fräulein de la Roche
- Heinz Berghaus com a Hotel Porter
- Lotte Stein com a Frau Klappholz